# Ephydra stuckenbergi
Ephydra stuckenbergi är en tvåvingeart som beskrevs av Wirth 1975. Ephydra stuckenbergi ingår i släktet Ephydra och familjen vattenflugor. Inga underarter finns listade i Catalogue of Life.